# Deltobotys
Deltobotys és un gènere d'arnes de la família Crambidae.

## Taxonomia
- Deltobotys brachypteralis (Hampson, 1913)
- Deltobotys citrodoxa (Meyrick, 1936)
- Deltobotys galba Munroe, 1964